# 엘리야후 골드랫
엘리야후 M. 골드랫(Eliyahu Moshe Goldratt, 1948년 3월 31일 ~ 2011년 6월 11일 )은 이스라엘의 물리학자이며, 제약 조건 이론 (Theory of Constraints)의 제창자이자 《The Goal》(1984년)의 저자이다. 이후 TOC 연구와 교육을 추진하는 《아브라함 H 골드렛 연구소》를 설립, 제약 조건 이론을 단순한 생산관리 이론에서 새로운 회계 방법과 일반적인 문제 해결 방법으로 전개시켜 미국 생산 관리에 큰 영향을 끼쳤다.

## 저서
- 《The Goal》(1984년)
- 《The Race》(1985년)
- 《The Haystack Syndrome》(1990년)
- 《What is this Thing Called Theory of Constraints and how Should it be Implemented?》(1990년)
- 《Essays on the Theory of Constraints》(1990년)
- 《Late Night Discussions on the Theory of Constraints》(1992년)
- 《It's Not Luck》(1994년)
- 《Critical Chain》(1997년)
- 《Necessary But Not Sufficient》(1997년)
- 《Beyond the Goal: Eliyahu Goldratt Speaks on the Theory of Constraints》(2005년)
- 《The Choice》(2008년)
- 《Isn't It Obvious? Revised》(2009년)